# Phyllocnistis stereograpta
Phyllocnistis stereograpta là một loài bướm đêm thuộc họ Gracillariidae, known from Maharashtra, Ấn Độ.
Ấu trùng ăn Stereospermum suaveolens. Chúng ăn lá nơi chúng làm tổ.